# The Adventures of Pinocchio (Oper)
The Adventures of Pinocchio (deutsch: Pinocchios Abenteuer) ist eine Oper in zwei Akten „für die ganze Familie“ (Originalbezeichnung: „An Opera in Two Acts for all the Family“) von Jonathan Dove (Musik) mit einem Libretto von Alasdair Middleton nach Carlo Collodis: Pinocchio. Die Uraufführung fand am 21. Dezember 2007 durch die Opera North im Grand Theatre in Leeds statt. Die deutsche Übersetzung des Librettos stammt von Ralf Nürnberger.

## Handlung

### Erster Akt
Szene 1: „The wood“ – Der Wald. Geppetto findet ein seltsames Holzstück.
Szene 2: „Geppetto’s hut“ – Geppettos Hütte. Geppetto hört das Holzstück ausrufen: „Mache mich!“ Er schnitzt daraus eine Puppe. Der so erschaffene Pinocchio hat bereits Hunger und macht sich auf die Suche nach Essen – leider vergeblich, denn Geppetto ist arm und kann sich keine Vorräte leisten. Um Pinocchio ein Buch für den Leseunterricht zu beschaffen, geht Geppetto hinaus. Er trägt Pinocchio auf, unterdessen das Haus zu reinigen. Pinocchio ruht sich stattdessen vor dem Feuer aus. Dort warnt ihn eine Grille vor den Konsequenzen seiner Faulheit. Pinocchio zerquetscht sie und schläft ein. Dabei versengt er sich die Füße. Geppetto, der für das Schulbuch seinen Mantel verkauft hat, verspricht Pinocchio neue Füße, wenn er in Zukunft gut sein will.
Szene 3: „A street“ – Eine Straße. Auf dem Schulweg kommt Pinocchio an einem Puppentheater vorbei und verkauft sein Buch, um eine Eintrittskarte erstehen zu können.
Szene 4: „The puppet theatre“ – Das Puppentheater. Die Puppen Arlecchino, Rosaura und Pantalone begrüßen Pinocchio während der Vorstellung als alten Bekannten. Der Direktor, ein Feuerschlucker, droht zur Strafe für diese Unterbrechung damit, ihn „gnadenlos“ ins Feuer zu werfen. Pinocchio jammert laut und ruft nach seinem Vater, der ohne ihn nicht zurechtkommen werde. Überwältigt von Mitleid, das sich im Jucken seiner Nase bemerkbar macht, lässt ihn der Feuerschlucker frei. Statt seiner soll nun Arlecchino brennen. Pinocchio greift ein und verlangt, selbst anstelle des unschuldigen Arlecchino die Strafe zu tragen. Das rührt den Feuerschlucker so sehr, dass er ihn laufen lässt und zudem noch fünf Goldmünzen schenkt.
Szene 5: „A street“ – Eine Straße. Eine Katze und ein Fuchs erzählen Pinocchio von einem Feld der Wunder, auf dem er sein Geld über Nacht vervielfältigen könne. Wenn er es dort in der Erde vergrabe, würden daraus Bäume wachsen, die Goldstücke tragen.
Szene 6: „The wood“ – Der Wald. Der Geist der von Pinocchio zerquetschten Grille erscheint, um ihn vor dem Betrug zu warnen – doch er will nicht darauf hören. Im Dunkeln der Nacht drohen Katze und Fuchs, die nun als Mörder verkleidet sind, damit, ihn und seinen Vater zu ermorden, falls er ihnen nicht sein Geld gebe. Pinocchio flieht zu einem nahegelegenen Landhaus. Dort wohnt die Blaue Fee, die ihm aber die Tür nicht öffnen kann, da sie nach eigener Aussage bereits tot ist. Die Mörder fangen Pinocchio und hängen ihn an einem Baum auf. Daraufhin befiehlt die Blaue Fee den Vögeln, ihn zu befreien.
Szene 7: „The Blue Fairy’s cottage“ – Das Landhaus der Blauen Fee. Drei Ärzte (Eule, Krähe und Käfer) untersuchen Pinocchio und stellen unzählige Krankheiten fest. Er weigert sich zunächst, seine Medizin zu nehmen. Erst als vier Kaninchen einen Sarg vorbei tragen, bekommt er es mit der Angst zu tun und gibt nach. Es geht ihm sofort wieder besser. Doch als die Fee wissen möchte, warum Pinocchio aufgehängt wurde, tischt er ihr eine Reihe von Lügen auf. Nach jeder einzelnen wächst seine Nase ein Stück. Erst als er der Fee verspricht, nie wieder zu lügen, ruft sie Vögel herbei, die seine Nase wieder auf die normale Größe zurechtstutzen. Sie bietet ihm an, als ihr kleiner Bruder in ihrem Landhaus einzuziehen. Pinocchio möchte zuvor noch seinen Vater wiedersehen. Er verspricht, gleich danach zurückzukommen und klug zu sein.
Szene 8: „The wood“ – Der Wald. Erneut trifft Pinocchio auf Katze und Fuchs, die ihn zu dem versprochenen Feld der Wunder führen. Dort vergräbt er nach deren Anweisung sein Geld und schließt die Augen, um auf den Morgen zu warten. Während er von seinem erwarteten Reichtum und seinem Vater träumt, verschwinden die beiden Betrüger mit dem Geld. Ein Papagei macht sich über seine Dummheit lustig und klärt ihn über die Tat der beiden auf.
Szene 9: „The court and jail“ – Das Gericht und Gefängnis. Pinocchio will sein Geld vor Gericht wieder einklagen. Doch der Richter verurteilt ihn wegen seiner Torheit zu drei Monaten Gefängnis.
Szene 10: „The wood“ – Der Wald. Sofort nach seiner Freilassung will Pinocchio zur Blauen Fee zurückkehren. Doch anstelle ihres Hauses findet er nur noch einen Grabstein, auf dem steht, dass sie vor Gram gestorben sei, weil sie von ihrem neuen Freund verlassen wurde. Pinocchio ist verzweifelt. Eine Taube erzählt ihm, dass Geppetto überall nach ihm suche und sich jetzt auf der Fahrt über das Meer in ein fremdes Land befinde. Sie bietet ihm an, gemeinsam dorthin zu fliegen.
Szene 11: „A beach“ – Ein Strand. An der Meeresküste macht Geppetto sein Boot startklar und reist ab. Pinocchio und die Taube kommen zu spät. Pinocchio springt ins Wasser, um hinterher zu schwimmen. Menschen am Strand beschreiben alles aus ihrer Sicht, bis sie nichts mehr erkennen können. Sie beten zum Gott des Meeres darum, ihn und seinen Vater wiederzusehen.

### Zweiter Akt
Szene 1: „Drudgeland“ – Arbeitsland. Pinocchio befindet sich auf der „Insel der fleißigen Bienen“. Er ist alleine, friert, hungert und sehnt sich nach seinem Vater. Als Arbeiter vorbeikommen, bettelt er um Essen – doch sie wollen ihm nur etwas geben, wenn er für sie arbeitet. Für Sklavenarbeit ist er sich jedoch zu schade. Da erscheint eine Frau, die ihm Schokolade und Limonade verspricht, wenn er ihre Wasserkrüge nach Hause trägt. Pinocchio erfüllt die Aufgabe. Daraufhin gibt sich ihm die Frau die Blaue Fee zu erkennen, die ihren Tod nur vorgetäuscht hatte, weil ihr seine Trauer-Tränen wertvoller scheinen als Gold. Sie möchte sich nie mehr von ihm trennen und in Zukunft seine Mutter sein. Pinocchio sehnt sich danach, ein echter Junge zu sein. Er will von nun an gut und klug sein und wachsen.
Pinocchio geht nun zur Schule. Dort wird er von seinen Mitschülern gehänselt. Dennoch gibt er nicht auf, und auch die Lehrer glauben an ihn.
Szene 2: „The seashore“ – Die Meeresküste. Pinocchios Freund Lampwick überredet ihn, die Schule zu schwänzen und stattdessen zum Meer zu gehen, wo seit der Abfahrt Geppettos ein Fischmonster zu sehen sei. Am Strand finden sie jedoch kein Monster, sondern werden selbst zur Beute des großen grünen Fischersmanns, der sie mit seinem Netz einfängt. Glücklicherweise mag dieser kein Holz essen und lässt sie daher wieder frei.
Szene 3: „Outside the Blue Fairy’s house“ – Vor dem Haus der Blauen Fee. Am späten Abend erreicht Pinocchio wieder das Haus der Fee und klopft an die Tür. Eine Schnecke teilt ihm mit, dass die Fee bereits zu Bett gegangen sei. Sie selbst braucht Ewigkeiten, bis es ihr gelingt, die Tür zu öffnen. Ungeduldig versucht Pinocchio, die Tür einzutreten, bleibt dabei aber mit seinem Fuß stecken. Endlich erscheint die Blaue Fee. Sie schimpft wegen seines Schwänzens, verspricht ihm aber doch, ihn für seine Bemühungen am nächsten Tag in einen echten Jungen zu verwandeln. Aus diesem Anlass will sie ein Fest ausrichten, zu dem er seine Freunde einladen solle.
Szene 4: „A street“ – Eine Straße. Pinocchio trifft wieder mit Lampwick zusammen, den er zu der Feier einladen will. Doch Lampwick hat kein Interesse daran. Er schwärmt stattdessen vom „Spaßland“, wo es keine Schule gebe. Schon kommt eine von Eseln gezogene Kutsche mit weiteren Kindern, um ihn dorthin abzuholen. Auch Pinocchio lässt sich überreden, mitzufahren.
Szene 5: „Funland“ – Spaßland. Nach ihrer Ankunft haben die Kinder zunächst viel Spaß. Doch schnell zeigt sich der wahre Charakter dieses Landes: Pinocchio und die anderen verwandeln sich in Esel und werden zur Arbeit fortgeführt. Pinocchio soll im Zirkus abgerichtet werden.
Szene 6: „The circus“ – Der Zirkus. Nachdem der Zirkusdirektor Pinocchio großspurig dem Publikum als tanzenden Esel angekündigt hat, versagt dieser und bricht sich ein Bein. Da er nun nutzlos ist, verkauft der Direktor ihn an einen Trommelmacher, der nur an seiner Haut interessiert ist.
Szene 7: „The seashore“ – Die Meeresküste. Der Trommelmacher will den Pinocchio-Esel töten, ohne seine Haut zu beschädigen. Daher wirft er ihn mit einem Stein beschwert ins Meer. Glücklicherweise erscheint wieder die Blaue Fee, die den Fischen aufträgt, ihn zu retten. Das Fischmonster verschlingt ihn.
Szene 8: „Inside the big fish“ – Im großen Fisch. Zunächst leidet Pinocchio wieder unter der Einsamkeit und der Kälte. Doch dann stellt sich heraus, dass auch sein Vater, der inzwischen stark gealtert ist, vom Fischmonster gefressen wurde. Überglücklich fallen sich die beiden in die Arme. Geppetto teilt Pinocchio mit, dass der Fisch an Asthma leide und mit deshalb offenem Maul schlafe. So können die beiden entkommen und ans Ufer schwimmen.
Szene 9: „The village by the sea“ – Das Dorf am Meer. Pinocchio sucht Hilfe für seinen stark geschwächten alten Vater. Er trifft auf die Grille, die ebenfalls noch lebt und ihm sagt, dass Geppetto nur etwas Milch brauche, um sich wieder zu erholen. Pinocchio geht zu einem nahegelegenen Bauernhof, wo er für das nötige Geld seine Arbeit anbietet. Der Bauer ist beeindruckt von seiner Tatkraft. Nachdem der Vater seine Milch erhalten hat, bieten weitere Leute Pinocchio Arbeit an, und schon bald hat sich Geppetto vollständig erholt. Auch Katze und Fuchs treffen ein. Sie sind nun blind und lahm und bitten ihn um Unterstützung. Pinocchio arbeitet immer weiter. Da entdeckt er auf dem Bauernhof seinen Freund Lampwick, der immer noch seine Eselsgestalt hat und nun im Sterben liegt. Pinocchio hat endlich den Wert ehrlicher Arbeit eingesehen. Sein Vater ist stolz auf ihn. Plötzlich taucht die Schnecke mit schlechten Nachrichten auf: Die Blaue Fee sei schwer krank ins Krankenhaus gekommen. Pinocchio gib ohne zu Zögern all sein Geld hin, um Medikamente und Essen für sie zu kaufen. Die Belohnung lässt nicht lange auf sich warten, denn die Fee verkündet, dass er seine Lektion gelernt habe und verwandelt ihn in einen echten Jungen.

## Gestaltung
The Adventures of Pinocchio ist eine groß angelegte, durchkomponierte Oper mit symphonischem Klangbild. Alfred Hickling, der Rezensent des Guardian, verglich ihren Effektreichtum mit dem von Janáčeks Schlauem Füchslein. Die Klangwelt sei dennoch einzigartig. Am meisten bewunderte er Doves Kompromisslosigkeit, mit er auch die häufig herausgeschnittenen düsteren Elemente der Vorlage vertonte. Die Szene, in der Pinocchio um sein Geld betrogen wird, sei schon beinahe „zu morbide“ („too morbid to bear“). Dennoch schien das junge Publikum die Oper zu genießen.
Der Rezensent der Opernwelt empfand die Klangsprache als schönklingenden „Mix aus Sondheim, Britten, Strawinsky, Janácek, Prokofjew und de Falla“, erkannte aber ebenfalls eine „individuelle Handschrift“. Der Wal erinnerte ihn an Wagners Fafner aus dem Ring des Nibelungen. Ihn störte allerdings das „oft bemüht[e] und repetitiv[e]“ Libretto mit seinem auf Dauer ermüdenden „verknappten, naiven Sprachstil“. An der Musik kritisierte er die Rhythmen der Titelfigur, die „endlos punktiert […] in kaum kaschierter Sondheim-Manier“ seien. Die Melodien schienen ihm eintönig „nach dem gleichen schlichten Arpeggio-Muster gebildet zu sein“. Sein Fazit lautete: „Man scheint nur daran interessiert, einem kindlichen Publikum Zucker zu geben – mit einem zwiespältigen Zwitter aus Oper und Musical.“
Edward Greenfield, der Rezensent der Gramophone, fand die Musik farbig und lebhaft („colourful and vigorous“) und wies auf die einfallsreiche Instrumentierung und die scharfen jazzartigen Synkopen hin. Es handle sich um eine äußerst attraktive neue Oper („a most attractive new opera“).

### Orchester
Die Orchesterbesetzung der Oper enthält die folgenden Instrumente:
- Holzbläser: zwei Flöten (2. auch Piccolo), zwei Oboen (2. auch Englischhorn), zwei Klarinetten (1. auch Es-Klarinette, 2. auch Sopransaxophon), zwei Fagotte (2. auch Kontrafagott)
- Blechbläser: vier Hörner, drei Trompeten, drei Posaunen, Tuba
- Pauken, Schlagzeug (drei Spieler): Crotales, Glockenspiel, Röhrenglocken, Vibraphon, Xylophon, große Trommel, Bodhrán, Bongos, Cabasa, Paarbecken, Claves, Flexaton, Hi-Hat, Güiro, Mark Tree, Ratsche, Sandpapierblöcke, Schüttelrohr, kleine Handglocke, (Schulglocke), kleine Trommel, hängendes Becken, zwei Kolbenflöten, Tamburin, Tamtam, Tempelblocks, Triangel, Tomtoms, Peitsche, Holzblöcke, Vibraslap
- Klavier (auch Celesta)
- zwei Akkordeons (auch auf der Bühne)
- Mandoline
- Harfe
- Streicher: zehn Violinen 1, acht Violinen 2, fünf Bratschen, vier Violoncelli, drei Kontrabässe

## Werkgeschichte
The Adventures of Pinocchio ist dem Guardian zufolge bereits die 21. Oper (Kammeropern und ähnliches mitgezählt) von Jonathan Dove. Das Libretto von Alasdair Middleton basiert auf Carlo Collodis bekannter Kindergeschichte Pinocchio von 1881. Die Oper war eine Auftragsarbeit für die Opera North mit dem Londoner Sadler’s Wells Theatre. Die Uraufführung war eine Koproduktion mit dem Theater Chemnitz.
Bei der Uraufführung am 21. Dezember 2007 in Leeds dirigierte David Parry Orchester und Chor der Opera North. Regie führte Martin Duncan, Bühne und Kostüme stammten von Francis O’Connor, das Lichtdesign von Davy Cunningham und die Choreographie von Nick Winston. Die Hauptrollen sangen Victoria Simmonds (Pinocchio), Jonathan Summers (Geppetto), Rebecca Bottone (Grille/Papagei), Graeme Broadbent (Feuerschlucker u. a.), Mark Wilde (Kater), James Laing (Fuchs/Kutscher), Mary Plazas (Blaue Fee), Carole Wilson (Taube/Schnecke), Allan Clayton (Lampwick).
In Leeds wurde das Werk bis in den Januar 2008 gespielt. Anschließend ging die Opera North damit bis zum März 2008 auf Tournee durch Nottingham, Salford Quays, Belfast, London und Newcastle. Wegen des großen Erfolgs wurde das Stück 2010 erneut auf den Spielplan der Opera North gesetzt.
Auch das Theater Chemnitz war an der Uraufführungsproduktion beteiligt. Dort wurde die Oper ab Juni 2008 in einer deutschen Übersetzung von Ralf Nürnberger gespielt. Weitere Produktionen waren:
- 2009: Minnesota Opera, USA (Dirigentin: Anne Manson, Regie: Martin Duncan, Bühne und Kostüme: Francis O’Connor, Choreographie: Nick Winston, Pinocchio: Adriana Zabala)[8]
- 2010: Muse Opera, Süd-Korea[9]
- 2010–2011: Oper Stuttgart (Regie: Markus Bothe, Dirigent: Willem Wentzel, Pinocchio: Tina Hörhold)[10]
- 2012: Teatr Sats, Russland[9]
- 2014: Guildhall School of Music and Drama (Regie: Martin Lloyd-Evans, Dirigent: Dominic Wheeler)[11]
- 2014: Oper Bonn (Regie: Martin Duncan, Ausstattung: Francis O’Connor, Dirigent: Johannes Pell, Pinocchio: Susanne Blattert)[12]
- 2015: Oldenburgisches Staatstheater (Regie: Jens Kerbel, Bühne: Dirk Hofacker, Dirigent: Carlos Vázquez, Pinocchio: Pavel Shmulevich)[13]
- 2022: Royal Northern Collage of Music, UK[9]
- 2022–2023: Theater Regensburg[9]

## Aufnahmen
- 2008 – David Parry (Dirigent), Martin Duncan (Regie), Francis O’Connor (Bühne und Kostüme), Davy Cunningham (Lichtdesign), Nick Winston (Choreographie), Orchester und Chor der Opera North.
 Victoria Simmonds (Pinocchio), Jonathan Summers (Geppetto), Rebecca Bottone (Grille/Papagei), Graeme Broadbent (Feuerschlucker u. a.), Mark Wilde (Kater), James Laing (Fuchs/Kutscher), Mary Plazas (Blaue Fee), Carole Wilson (Taube/Schnecke), Allan Clayton (Lampwick).
 Video; Mitschnitt der Uraufführungsproduktion aus Leeds.
 Opus Arte OA 1005 D.[3]